# Władimir Wiernadski
Władimir Iwanowicz Wiernadski lub Wołodymyr Iwanowycz Wernadski (ukr. Володимир Іванович Вернадський; ros. Владимир Иванович Вернадский; ur. 28 lutego?/12 marca 1863 w Petersburgu, zm. 6 stycznia 1945 w Moskwie) – rosyjski i radziecki mineralog i geochemik pochodzenia rosyjsko-ukraińskiego, uznawany za jednego z twórców geochemii, biogeochemii i radiogeologii, założyciel Akademii Nauk Ukrainy (obecnie Narodowa Akademia Nauk Ukrainy), przedstawiciel naukowego nurtu rosyjskiego kosmizmu.
Jego idea noosfery stanowi ważny wkład w pojmowanie filozofii przyrody na Ukrainie i w Rosji na początku XX wieku. Szczególnie znany jako autor książki Biosfera z 1926 roku, w której spopularyzował wprowadzony przez Eduarda Suessa w 1885 roku termin biosfera, formułując hipotezę, że życie jest siłą, która kształtuje geologicznie Ziemię. W 1943 roku otrzymał Nagrodę Stalinowską.

## Życiorys

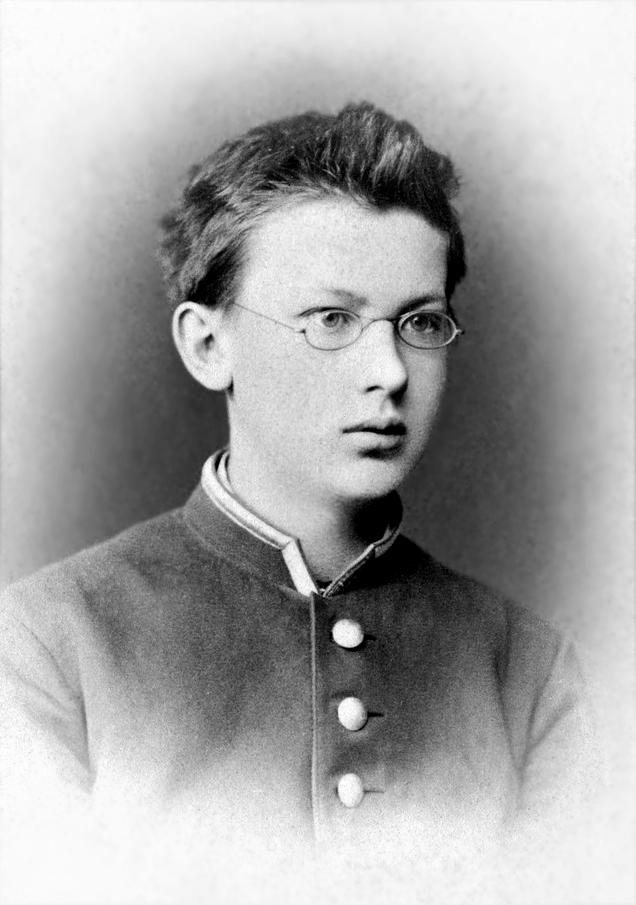
Władimir Wiernadski jako uczeń Pierwszego Klasycznego Gimnazjum w St. Petersburgu, 1878

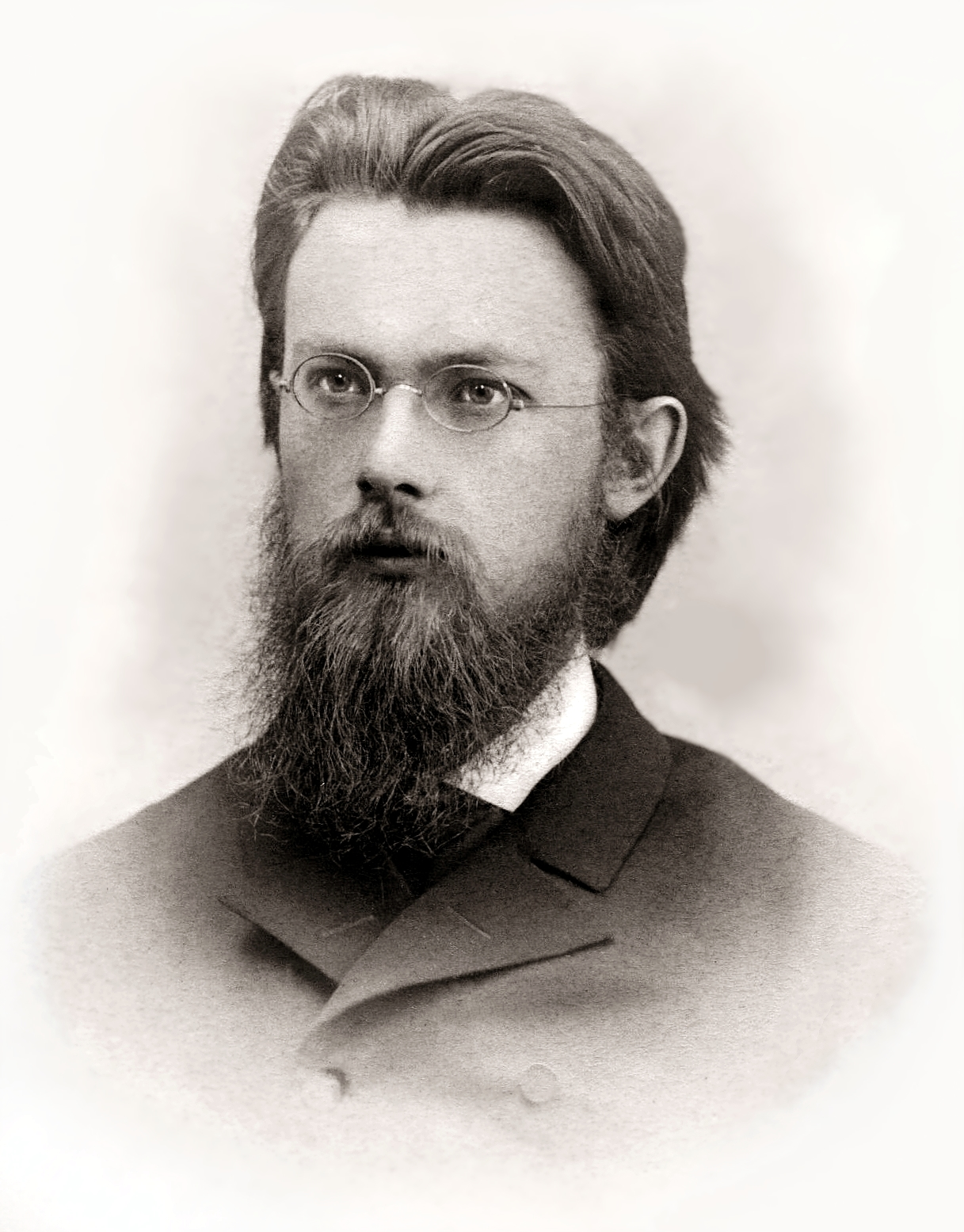
Władimir Wiernadski, Paryż 1889

Wiernadski urodził się w Petersburgu w Imperium Rosyjskim 12 marca 1863. Według przekazu rodzinnego jego ojciec był potomkiem Kozaków zaporoskich. Był on profesorem ekonomii politycznej w Kijowie, później przeniósł się do Petersburga. Jego matka była rosyjską szlachcianką, pochodzącą z ukraińskich Kozaków.
W 1885 roku ukończył studia w Petersburskim Uniwersytecie Państwowym.
Szukając tematu na pracę doktorską, po raz pierwszy udał się do Neapolu, aby studiować pod kierunkiem krystalografa Arcangela Scacchiego. Ponieważ okazało się, że miał on objawy demencji, Wiernadski wyjechał do Niemiec, by studiować pod nadzorem Paula Grotha. Tam nauczył się posługiwać nowoczesnym sprzętem badawczym, który wykorzystał do opracowania metod badania optycznych, termicznych, sprężystych, magnetycznych i elektrycznych właściwości kryształów. Miał tam również dostęp do laboratorium fizycznego Leonharda Sohncke (dyrektora Instytutu Fizyki Uniwersytetu w Jenie w latach 1883–1886; profesora fizyki Politechniki w Monachium w latach 1886–1897), który w tym czasie także zajmował się krystalografią.
Uczestniczył w Pierwszym Walnym Zjeździe Ziemstw, który odbył się w Petersburgu w przededniu rewolucji 1905 roku, gdzie dyskutowano o metodach wywierania presji przez społeczeństwo na władze; został członkiem liberalnej Partii Konstytucyjno-Demokratycznej (KD). Pracował jako profesor, a później jako prorektor Uniwersytetu Moskiewskiego, z której to funkcji zrezygnował w 1911 roku w proteście przeciwko polityce carskiego rządu. Po rewolucji lutowej 1917 roku pracował w kilku komisjach rolnictwa i edukacji rządu tymczasowego, w tym jako asystent ministra edukacji.
Wiernadski pierwszy spopularyzował koncepcję noosfery, szeroko propagował ideę biosfery jako pojęcia w znaczeniu w dużym stopniu uznawanym przez dzisiejszą społeczność naukową. Samo słowo biosfera zostało wymyślone przez austriackiego geologa Eduarda Suessa, którego Wiernadski poznał w 1911 roku.
Według Wiernadskiego noosfera jest trzecim etapem rozwoju Ziemi, po geosferze (materia nieożywiona) i biosferze (życie biologiczne). Tak jak pojawienie się życia w sposób zasadniczy zmieniło geosferę, tak – zdaniem Wiernadskiego – pojawienie się ludzi obdarzonych zdolnościami poznawczymi całkowicie przekształci biosferę (poglądy te nie były powszechnie akceptowane na Zachodzie). Jako jeden z pierwszych naukowców zauważył, że obserwowana zawartość tlenu, azotu i dwutlenku węgla w atmosferze ziemskiej jest wynikiem procesów biologicznych. W 1920 roku opublikował pracę, w której argumentował, że żywe organizmy mogą zmieniać kształt planety tak samo, jak zjawiska fizyczne. Wiernadski uznawany jest za jednego z pionierów formułujących podstawy naukowe nauk przyrodniczych.
Był członkiem Rosyjskiej i Radzieckiej Akademii Nauk od 1912 roku oraz jednym z założycieli i pierwszym prezesem Ukraińskiej Akademii Nauk w Kijowie (od 1918). Był założycielem Ukraińskiej Biblioteki Narodowej oraz Tawrijskiego Uniwersytetu Narodowego na Krymie, noszącego obecnie jego imię. Podczas wojny domowej w Rosji był gospodarzem spotkania młodych intelektualistów, którzy później założyli ruch polityczny eurazjatyzm.
W latach 30. i na początku lat 40. Wiernadski był konsultantem w początkowym okresie radzieckiego programu nuklearnego, jako jeden z najbardziej zdecydowanie argumentujących za wykorzystaniem energii jądrowej, prowadzeniem badań radzieckich złóż uranu i zjawiska fuzji jądrowej, prowadzonych w Instytucie Radu. Zmarł jednak przed ukończeniem tego programu.
W kwestii poglądów religijnych Wiernadski był ateistą. Interesował się hinduizmem i Rygwedą.

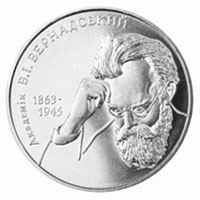
Moneta wydana z okazji 150. rocznicy urodzin naukowca.

## Upamiętnienie
- Aleja oraz stacja metra w Moskwie, aleja oraz Tawrijski Uniwersytet Narodowy w Symferopolu (na Krymie), Biblioteka Narodowa Ukrainy noszą imię W.I. Wiernadskiego.
- W 1963 roku w ZSRR został wydany znaczek pocztowy z okazji 100. rocznicy urodzin naukowca.
- W 1964 roku imieniem badacza nazwano pasmo górskie(inne języki) we wschodniej części Antarktydy. Jego długość wynosi 2500 km, wysokość ponad 2000 m n.p.m.[15] W 1996 roku założono ukraińską stację antarktyczną Wiernadski.
- 25 lutego 2013 roku Narodowy Bank Ukrainy wprowadził do obiegu srebrną monetę okolicznościową z serii "Wybitne osobistości Ukrainy" o nominale 5 hrywien z okazji 150. rocznicy urodzin Wiernadskiego[16].
- Imieniem naukowca nazwano planetoidę (2809) Vernadskij.
- W dniach 23-25 października 2013 roku z okazji 150. rocznicy urodzin Wiernadskiego UNESCO zorganizowało na Uniwersytecie Moskiewskim międzynarodową konferencję naukową Globalistics-2013.
- Na 25 października 2019 zaplanowano wejście do obiegu na Ukrainie banknotu 1000 hrywien, na którym widnieje portret Władimira Wiernadskiego oraz grafika budynku, w którym ma siedzibę Prezydium Narodowej Akademii Nauk Ukrainy[17][18].

## Twórczość naukowa
W wykazie prac Wiernadskiego znajduje się 100 poświęconych mineralogii, 70 - biochemii, 50 - geochemii, 43 - historii nauki, 37 - organizacji nauki, 29 - krystalografii, 21 - radiologii, 14 - gleboznawstwu.

### Wybrane dzieła
- Geochemia, wydana po rosyjsku w 1924
- Biosfera, wydana po rosyjsku w 1926; angielskie tłumaczenia:
  - The biosphere, Oracle, AZ: Synergetic Press, 1986, ISBN 0-907791-11-5
  - The biosphere, tł. David B. Langmuir, red. Mark A.S. McMenamin, New York: Copernicus, 1998, ISBN 0-387-98268-X
- Eseje o geochemii i biosferze, tł. Olga Barash, Santa Fe, NM: Synergetic Press, 2006, ISBN 0-907791-36-0

### Pamiętniki
- Dniewniki 1917–1921: oktiabr 1917-janwar 1920, Kyjiw: Naukowa Dumka, 1994, ISBN 5-12-004641-X
- Dniewniki. Mart 1921-awgust 1925, Moskwa: Nauka, 1998, ISBN 5-02-004422-9
- Dniewniki 1926–1934, Moskwa: Nauka, 2001, ISBN 5-02-004409-1
- Dniewniki 1935–1941 w dwuch knigach. Kniga 1, 1935–1938, Moskwa: Nauka, 2006, ISBN 5-02-033831-1
- Dniewniki 1935–1941 w dwuch knigach. Kniga 2, 1939–1941, Moskwa: Nauka, 2006, ISBN 5-02-033832-X